# Waterloo Cup

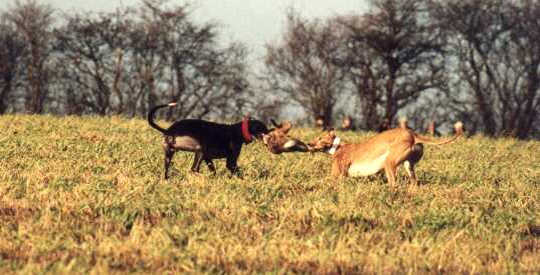
Mit der Hunting Act 2004 wurden Veranstaltungen wie der Waterloo Cup von der britischen Regierung verboten.

Der Waterloo Cup war die größte jährliche Hasenhetze, die in Großbritannien stattfand und wurde häufig von seinen Verfechtern als das wichtigste dieser Ereignisse bezeichnet. Eine Veranstaltung mit gleichem Namen wurde in Australien zwischen 1868 und 1985 veranstaltet. Infolge des Verbotes von Hetzen auf lebende Hasen wurde es durch eine reine Coursingveranstaltung ersetzt, bei der mechanische Hasen gejagt werden.
Beim Waterloo Cup nahmen in der Regel 64 Greyhounds aus Großbritannien und Irland teil. Anhänger dieser Form des Sports, bei dem zwei Greyhounds einen Hasen hetzen, bezeichnen es als den ultimativen Test für die Schnelligkeit und Wendigkeit eines Greyhounds. Gegner wie die League Against Cruel Sports sehen in ihr lediglich eine Manifestation von Grausamkeit. Der Waterloo Cup fand jährlich statt und wurde drei Tage durchgeführt. In die nächste Runde kam nur jeweils der siegende Hund. Austragungsort war Great Altcar in Lancashire, England. Die Rennen fanden vom Jahre 1836 bis 2005 statt und zogen zehntausende von Zuschauer an, die auf die Hunde auch wetteten. 
Nach der Veröffentlichung der Ergebnisse der Burns Inquiry und einer Abstimmung im britischen Unter- und Oberhaus erließ die Regierung den Hunting Act 2004, der solche Veranstaltungen verbot. Der Waterloo Cup fand das letzte Mal im Jahre 2005 statt. Danach waren solche Veranstaltungen illegal, und seitdem hat es keine offiziellen Austragungen dieser Art mehr gegeben.